# Nathalie Lorichs
Nathalie Lorichs es una cantante originaria de la ciudad de Linköping en Suecia.

## Carrera musical
Su estilo musical es acompañado con música instrumental y la mayor parte de sus canciones están interpretadas en inglés.
Se ha destacado principalmente por su aparición en 2008 como segunda voz en el tema Coil del álbum Watershed de la banda de Metal sueco Opeth. Nathalie tiene una relación con el ex baterista de la misma banda, Martin Axenrot.
En 2010, fue invitada a cantar coros en el segundo concierto de Jon Lord en la Catedral de Nidaros en Noruega, dado que su padre fue amigo personal del ex Deep Purple.

## Discografía
Tiene un proyecto de estudio experimental y progresivo RES (10) de 2016.
El primer álbum se llama RES y cuenta con 4 temas (Hörn, Galge, Sombrio y Gaucho).
Dicho proyecto está conformado por:
- Bajo – Martin Mendez (Opeth)
- Batería – Martin Axenrot (Opeth)
- Voz – Nathalie Lorichs

*(Mezclado y Masterizado – Janne Hansson)